# 卡特·古德溫
卡特·帕特里克·古德温（Carte Patrick Goodwin；1974年2月27日—）为美国律师及政治人物，于2010年担任西弗吉尼亚州联邦参议员。2010年，西弗吉尼亚州州长乔·曼钦指派其接任去世的参议员罗伯特·伯德。不过古德温并没有参加2010年11月2日的特别选举，而是由曼钦接任，以完成伯德剩下的两年任期。他的任期于2010年11月15日结束，而曼钦则于同日接任。
在被曼钦任命为参议员之前，古德温曾担任曼钦的首席法律顾问，之后又重新成为了私人执业律师。他于2008年时被《Executive》杂志评为“西弗吉尼亚州十大最成功的青年高管”之一，后于2010年被《时代》杂志评为“40位40岁以下精英”之一。